# Isabella Grigorjewna Baschmakowa

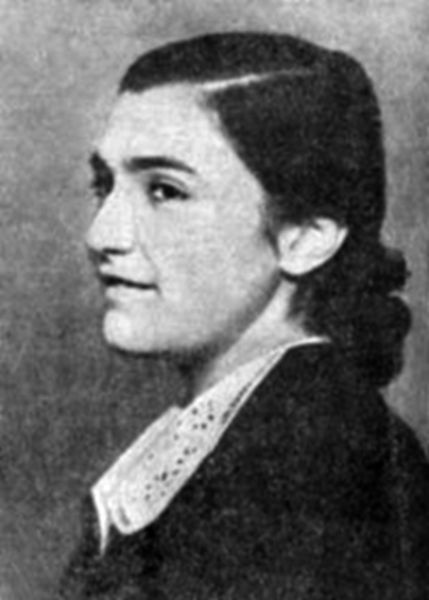
Isabella Grigorjewna Baschmakowa (etwa 1950)

Isabella Grigorjewna Baschmakowa (russisch Изабелла Григорьевна Башмакова, wiss. Transliteration Izabella Grigor'evna Bašmakova; * 3. Januar 1921 in Rostow am Don; † 17. Juli 2005 in Moskau) war eine russische Mathematikhistorikerin.

## Leben
Bashmakowa begann ihr Studium 1938 an der Lomonossow-Universität in Moskau. Während des Zweiten Weltkrieges wurde sie evakuiert und arbeitete als Krankenschwester in Samarkand. 1943 kam sie nach Moskau zurück und schloss 1944 ihr Studium ab. Ihr Mentor war in diesen Jahren Adolf Juschkewitsch. Sie wurde an derselben Universität 1948 bei Sofja Alexandrowna Janowskaja promoviert. 1961 habilitierte sie sich und erhielt 1968 eine volle Professorin an der Lomonossow-Universität. Dort hielt sie ab 1948/49 bis in die 1990er Jahre, als sie ihre Lehrtätigkeit aus Gesundheitsgründen aufgab, regelmäßig Vorlesungen über Mathematikgeschichte. Sie leitete mit Juschkewitsch, Konstantin Rybnikow und Sofia Janowskaja lange Jahre das Forschungsseminar für Mathematikgeschichte in Moskau.
Baschmakowa beschäftigte sich vor allem mit der Mathematik der Antike, speziell mit Diophant von Alexandrien und der Analyse von dessen schwieriger Arithmetik, aber auch z. B. mit Archimedes (Analyse von Über Schwimmende Körper, Methoden der Infinitesimalrechnung bei Archimedes), Zahlentheorie in den Elementen von Euklid, François Viète, algebraischer Zahlentheorie im 19. Jahrhundert und der frühen Geschichte der Algebra. 
1986 war sie Invited Speaker auf dem ICM in Berkeley. Bashmakova reiste selten ins Ausland, so 1966 und 1968 nach Frankreich und 1989 nach Griechenland, wo sie Vorlesungen in Athen und Thessaloniki hielt. Sie hatte aber viele Kontakte zu ausländischen Mathematikhistorikern. 2001 erhielt sie die Koyré-Medaille.

## Schriften
- mit Galina Smirnowa: The Beginnings and Evolution of Algebra, Washington D.C., MAA (Mathematical Association of America) 2000
- Diophant und diophantische Gleichungen, Birkhäuser, Basel 1974, englisch: Diophantus and Diophantine Equations, MAA 1998, zuerst russisch: Диофант и диофантовы уравнения, Nauka, Moskau, 1972
- mit Jewgenij Slawutin: Geschichte der diophantischen Analyse von Diophant bis Fermat, russisch, Moskau, Nauka 1984
- mit Iwan Veselowskij (Herausgeber): Diophantus Arithmetica, russische Übersetzung von Veselowskij, Kommentar von Baschmakowa, Moskau, Nauka 1974
- Vorlesungen über die Geschichte der Mathematik im antiken Griechenland, 1958, russisch